# Abram Combe
Abram Combe (* 15. Januar 1785 in Edinburgh; † 11. August 1827) war ein britischer Frühsozialist.

## Leben
Abram Combe war der Sohn eines Bierbrauers, erlernte nach Erlangung einiger höherer Schulbildung die Gerberei und betrieb ab 1807 dieses Gewerbe erfolgreich in seiner Vaterstadt. 1820 lernte er gemeinsam mit seinem Bruder, dem Phrenologen George Combe, den Frühsozialisten Robert Owen kennen. Er wendete sich damals Owens Lehre zu, nachdem er dessen Einrichtungen in New Lanark kennengelernt hatte. Seitdem trat er als begeisterter Anhänger der von Owen angeregten Kooperationsbewegung auf, ohne jedoch zum vollen Kommunismus überzugehen. Er wurde ein Philanthrop und stiftete zuerst in Edinburgh eine Cooperative Society, die aber fehlschlug. Dennoch gründete er 1825 mit anderen Gleichgesinnten auf dem neun Meilen östlich von Glasgow am Calder River gelegenen Gut Orbiston erneut eine sozialistisch-kooperative Gemeinschaft, eine Art Phalanstère, die er als First Society of Adherents to Divine Revelation titulierte. Sie sagte indessen den strengen Kommunisten wenig zu und zerfiel bald nach Combes Tod, der schon am 11. August 1827 erfolgte.
Combe schrieb u. a. Metaphorical Sketches of the Old and New System (Edinburgh 1823), worin er die Owensche Gesellschaftslehre darzulegen versuchte, ferner The Religious Creed of the New System (1824), The Sphere of Joint Stock Companies (Edinburgh 1825) und gab von 1825 bis 1827 ein besonderes Journal über Orbiston unter dem Titel The Register for the First Society of Adherents to Divine Revelation at Orbiston heraus.